# Ville-pont
 (avril 2018).
Si vous disposez d'ouvrages ou d'articles de référence ou si vous connaissez des sites web de qualité traitant du thème abordé ici, merci de compléter l'article en donnant les références utiles à sa vérifiabilité et en les liant à la section « Notes et références ».

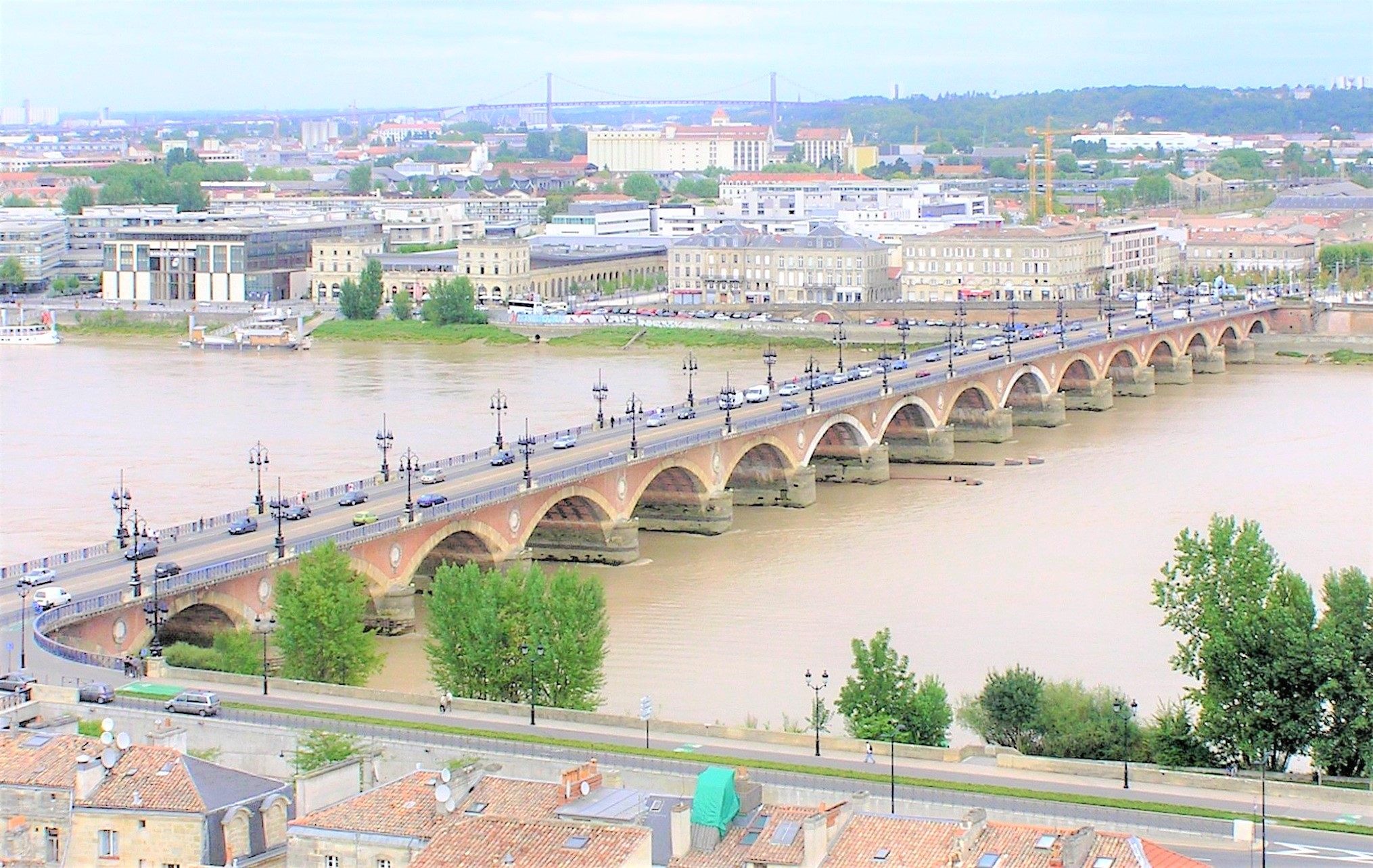
Le Pont de Pierre de Bordeaux.

Une ville-pont est une ville née de l'existence d'un pont permettant de franchir un obstacle, généralement un cours d'eau.
L'existence d'un pont, permettant un passage aisé et sûr (par rapport à un gué ou même un radier toujours soumis à une incertitude liée aux crues) suscitait par le passé une volonté de défense (ponts fortifiés ou châtelet à proximité du pont) et de contrôle (péages, octrois), source d'importants revenus permettant le développement prospère de la ville. La ville-pont se développe en général principalement sur une des deux rives du fleuve, le long de l'axe routier qui prolonge le pont sur lequel la ville est fondée.

## Définition
Parmi les villes-ponts, celles situées au niveau du dernier pont sur un fleuve, en situation de fond d'estuaire, sont fréquentes et généralement importantes, avantagées aussi par la rupture de charge provoquée par le passage de la navigation maritime à la navigation fluviale ou à des modes de transports terrestres, qui sont à l'origine du port traditionnel qu'elles possèdent le plus souvent, mais qui est souvent délaissé désormais au profit d'avant-ports mieux adaptés à la navigation maritime moderne.
Ce rôle de ville-pont tend à décliner désormais en raison de la multiplicité des modes de transports et surtout des ouvrages d'art (ponts ou tunnels) construits plus en aval et qui permettent d'autres franchissements du cours d'eau et de son estuaire.
Lorsqu'un fleuve se termine par un delta, le rôle de ville-pont est moins net en raison de la multiplicité des bras du fleuve.
Toute ville née de l'existence d'un pont sur un cours d'eau important, plus en amont sur un cours d'eau, est aussi une ville-pont : Orléans, Blois, Tours, Saumur sur la Loire par exemple. Lutèce est fondée du premier passage permettant de franchir la Seine, passage facilité par l'existence de l'île fluviale de la Cité. Millau fut longtemps un lieu de passage obligé (et donc d'embouteillages) sur le Tarn avant la construction du viaduc de Millau, comme ce fut le cas par le passé pour Saint-André-de-Cubzac sur la Dordogne pour la route nationale 10 avant la création du pont de l'autoroute A10.
Certaines villes conservent dans leur toponyme la réminiscence du rôle du pont dans leur développement : Pont-à-Mousson, Pont-Audemer, Pont-Saint-Esprit, Pontoise, Pont-sur-Yonne, Zweibrücken (Allemagne), Maastricht (Pays-Bas, pont sur la Meuse), Ponte di Piave (Italie), Puente la Reina (Espagne), Bridgetown (Barbade).

## Exemples
- en France :
  - Bordeaux, au fond de l'estuaire de la Gironde
  - Nantes au fond de l'estuaire de la Loire (dont Saint-Nazaire est l'avant-port).
  - Orléans, franchissement de la Loire dans sa partie la plus septentrional. La ville s'est développée le long de la rue Royale qui prolonge le pont George-V.
  - Paris, franchissement de la Seine en passant par l'île de la Cité (en amont des méandres du fleuve) via le pont de Change et le pont Saint-Michel. La ville s'est développée initialement le long de son Cardo maximus constitué des rue Saint-Jacques, rue de la Cité, et Boulevard de Sébastopol.
  - Rouen fut longtemps, sur la Seine, le port le plus important (détrôné désormais par Le Havre qui fut créé comme son avant-port à l'époque de François Ier) et la ville du dernier pont (désormais les ponts de Brotonne, de Tancarville et de Normandie existent plus en aval).
  - Rochefort sur la Charente
  - en Bretagne, les villes de fond de rias, implantées sur des fleuves côtiers, comme Dinan sur la Rance, Tréguier sur le Jaudy, Morlaix sur la Rivière de Morlaix, Landerneau sur l'Élorn, Châteaulin sur l'Aulne, Quimper sur l'Odet, Quimperlé sur la Laïta, etc. obéissent au même schéma.
  - Sisteron a longtemps bénéficié du seul pont permanent sur la Durance, séparant la Provence du Dauphiné (et donc de la France).
  - Tours, double franchissement, celui de la Loire et celui du Cher. La ville s'est développée le long de l'avenue de Grammont et rue Nationale qui prolonge le pont Wilson.
- dans le reste de l'Europe :
  - Londres sur la Tamise
  - Anvers sur l'Escaut
  - Brême sur la Weser, Hambourg sur l'Elbe
  - Rostov sur le Don
  - Warneton, nom partagé entre une commune française et une commune belge riveraines de la Lys.
  - etc.
- en Asie :
  - Nanjing sur le Yangzi Jiang
  - Canton sur la rivière des Perles
  - Hô-Chi-Minh-Ville sur la rivière Saïgon
  - Bangkok sur la Chao Phraya
  - Rangoon sur le Yangon
- en Amérique :
  - New York sur l'Hudson River
  - Québec sur le Saint-Laurent
  - Baltimore au fond de la Chesapeake
- etc.